# Caluromys lanatus
Caluromys lanatus là một loài động vật có vú trong họ Didelphidae, bộ Didelphimorphia. Loài này được Olfers mô tả năm 1818.